# Leyte (província)
Leyte é um província de  primeira classe de renda da província (d) na região Visayas Orientais (Região VIII), nas Filipinas. De acordo com o censo de 1 de maio  de  2020 possui uma população de 1 776 847 pessoas e 402 126 domicílios.
A sua capital é Tacloban.

## Subdivisões
Municípios
- Abuyog
- Alangalang
- Albuera
- Babatngon
- Barugo
- Bato
- Burauen
- Calubian
- Capoocan
- Carigara
- Dagami
- Dulag
- Hilongos
- Hindang
- Inopacan
- Isabel
- Jaro
- Javier
- Julita
- Kananga
- La Paz
- Leyte
- MacArthur
- Mahaplag
- Matag-ob
- Matalom
- Mayorga
- Merida
- Palo
- Palompon
- Pastrana
- San Isidro
- San Miguel
- Santa Fe
- Tabango
- Tabontabon
- Tanauan
- Tolosa
- Tunga
- Villaba

Cidades
- Baybay
- Ormoc  (Independente administrativamente da província mas agrupada sob Leyte pela Autoridade Filipina de Estatísticas.)
- Tacloban  (Independente administrativamente da província mas agrupada sob Leyte pela Autoridade Filipina de Estatísticas.)